# 開普角
開普角是南非開普半島東南隅的海岬，位於著名的好望角東方約2.3公里處：34°21′26″S 18°29′51″E / 34.35722°S 18.49750°E。

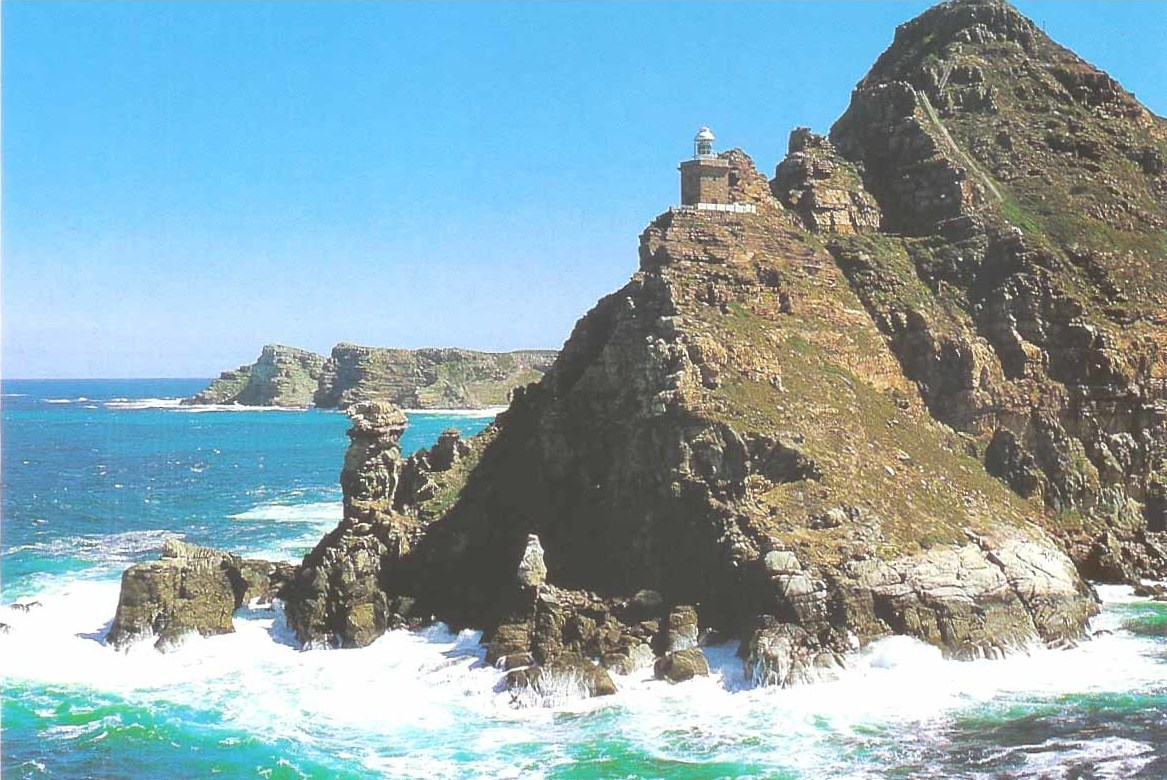
開普角（前）與好望角（後）

開普角與好望角皆不是非洲大陸的最南端：在開普半島東南方約150公里處的厄加勒斯角才是非洲大陸的最南端。開普角與附近區域屬於南非桌山國家公園的範圍內。開普角有一座位於海拔87公尺的燈塔，距離63公里內即可看見燈塔燈光。